# Diversinervus orarius
Diversinervus orarius är en stekelart som beskrevs av Prinsloo 1985. Diversinervus orarius ingår i släktet Diversinervus och familjen sköldlussteklar. Inga underarter finns listade i Catalogue of Life.